# Povedilla
Povedilla es un municipio español situado al sureste de la península ibérica, en la provincia de Albacete, dentro de la comunidad autónoma de Castilla-La Mancha. Está ubicado en la comarca de Alcaraz.
En 2020 contaba con 405 habitantes según los datos oficiales del INE.

## Geografía
Povedilla está ubicado al suroeste de la provincia de Albacete, a 91 km de la capital provincial y limitando con la provincia de Ciudad Real, donde la llanura empieza a ondularse y comienzan las estribaciones de la sierra de Alcaraz, con una altitud de 825 m s. n. m. El casco urbano se encuentra en una falla del terreno que hace que se alivien algo las frías temperaturas invernales y se suavicen las altas del verano.

## Flora y fauna
La flora es típica de la zona y es muy variada.
La fauna está compuesta principalmente de conejos, perdices y zorros.

## Geografía humana

### Demografía
Cuenta con una población de 392 habitantes (INE 2024).
| Gráfica de evolución demográfica de Povedilla entre 1857 y 2021 |
| |
| Población de derecho según los censos de población del INE Población de hecho según los censos de población del INEEntre el censo de 1857 y el anterior, aparece este municipio porque se segrega del municipio 02008 (Alcaraz) |

### Economía
La economía es eminentemente agrícola y ganadera, con un aceptable grado de mecanización. Entre los cultivos predominantes se encuentran el cereal, olivo, girasol, leguminosas, etc. En la ganadería destaca el ganado lanar.
Otro aspecto importante de la economía lo constituye la caza, ya que todo el término municipal está repartido en varios cotos de caza, que reportan importantes beneficios.

## Turismo y ocio
En el municipio la principal actividad que se ofrece para el ocio es la de la caza, tanto menor (perdiz, conejo, liebre, paloma, etc.), como la caza mayor (jabalí, ciervo, etc.). Esta actividad atrae a gran cantidad de visitantes durante buena parte del año.
El senderismo es otra atractiva actividad por la cantidad de caminos y senderos existentes que conducen y atraviesan zonas y paisajes de gran interés, con abundantes fuentes que hacen más atractivo el camino.
Existe una gastronomía típica con productos de la zona, que no por su sencillez resulta menos atractiva, que hace las delicias del visitante.
Otros lugares son el parque, las pistas deportivas de las escuelas o la piscina.
El cementerio es un lugar de interés cultural por su gran cantidad de elementos arquitectónicos.
La plaza es el lugar de reunión de los turistas por excelencia.
También es interesante el cerro Coyao, la montaña de Povedilla.

## Fiestas
El primer domingo de octubre se celebran las fiestas en honor a la Virgen del Rosario, destacando por su interés los festivales taurinos, en los que intervienen las más destacadas figuras de la tauromaquia, exposiciones, concursos, competiciones deportivas, etc.
Una gran fiesta campera se celebra el 25 de abril, la romería de San Marcos, en la que todo el pueblo se reúne en el campo, con la gastronomía como principal actividad.